# 豊安
豊安（ぶあん、天平宝字8年（764年）頃？ - 承和7年9月13日（840年10月11日））は、平安時代初期の律宗の僧。三河国の出身。
唐招提寺に入り、鑑真の弟子である如宝に師事して戒律を修学した。815年（弘仁6年）師の如宝が没した後は唐招提寺の第5世を継ぎ、翌816年（弘仁7年）律師に任じられた。827年（天長4年）には少僧都に昇任した。830年（天長7年）には律宗を代表して淳和天皇に「戒律伝来宗旨問答」3巻を撰呈している。
834年（承和1年）勅によって、六本宗書の一つである｢戒律伝来記（三巻）｣を撰述し、さらに「唐招提寺源流記」を著して、律宗の興隆に尽くした。また、｢鑑真和上三異事｣を上表して、和上の遺徳顕場にも努めた。
最澄が延暦寺に戒壇設置を求めた際に元興寺の護命とともに反対論を唱えたが、838年（承和5年）に延暦寺に四王院が創建された際には導師を務めている。835年（承和2年）には大僧都まで至った。
平城上皇をはじめ公卿に菩薩戒を授け、その学識・人格に学僧が雲集したといわれる。諸国に放生池を造り、農民を救済し、五重塔・回廊を造立して唐招提寺の充実をはかった。
一説によれば77歳で没したとされ、死後、僧正の位が追贈された。